# MTV Europe Music Award al miglior artista MTV Push
L'MTV Europe Music Award al miglior artista MTV Push (MTV Europe Music Award for Best Push Act) è uno dei premi degli MTV Europe Music Awards, che viene assegnato dal 2009, stesso anno del lancio della rubrica MTV Push.

## Albo d'oro

### Anni 2000
| Anno | Vincitore  | Nominati                                                                                             |
| ---- | ---------- | --- |
| 2009 | Pixie Lott | - Daniel Merriweather - Hockey - La Roux - Little Boots - Metro Station - The Veronicas - White Lies |

### Anni 2010
| Anno | Vincitore           | Nominati |
| ---- | ------------------- | --- |
| 2010 | Justin Bieber       | - B.o.B - Alexandra Burke - Jason Derulo - The Drums - Hurts - Kesha - Mike Posner - Professor Green - Selena Gomez & the Scene                       |
| 2011 | Bruno Mars          | - Alexis Jordan - Big Time Rush - Jessie J - Katy B - Wiz Khalifa - Theophilus London - Neon Trees - LMFAO - Far East Movement                        |
| 2012 | Carly Rae Jepsen    | - Conor Maynard - Foster the People - Fun. - Gotye - Lana Del Rey - Mac Miller - Michael Kiwanuka - Of Monsters and Men - Rebecca Ferguson - Rita Ora |
| 2013 | Austin Mahone       | - A$AP Rocky - Bastille - Bridgit Mendler - Icona Pop - Iggy Azalea - Imagine Dragons - Karmin - Rudimental - Tom Odell - Twenty One Pilots           |
| 2014 | 5 Seconds of Summer | - Ariana Grande - Zedd - Charli XCX - Cris Cab - John Newman - Jungle - Kid Ink - Kiesza - Lorde - Sam Smith                                          |
| 2015 | Shawn Mendes        | - Echosmith - James Bay - Jess Glynne - Kwabs - Natalie La Rose - Royal Blood - Shamir - Tori Kelly - Years & Years - Zara Larsson                    |
| 2016 | DNCE                | - Alessia Cara - Charlie Puth - Elle King - Halsey - Jack Garratt - Dua Lipa - Lukas Graham - Bebe Rexha - Anne-Marie - Blossoms - Jonas Blue         |
| 2017 | Hailee Steinfeld    | - Petite Meller - The Head and the Heart - Rag'n'Bone Man - Jon Bellion - Julia Michaels - Noah Cyrus - Kyle - Khalid - Kacy Hill - SZA               |
| 2018 | Grace VanderWaal    | - Why Don't We - / PrettyMuch - Bishop Briggs - Superorganism - Jessie Reyez - Lil Xan - Sigrid - Chloe x Halle - Bazzi - Jorja Smith                 |
| 2019 | Ava Max             | - Billie Eilish - CNCO - H.E.R. - Jade Bird - Juice Wrld - Kiana Ledé - Lauv - Lewis Capaldi - Lizzo - Mabel - Rosalía                                |

### Anni 2020
| Anno | Vincitore      | Nominati |
| ---- | -------------- | --- |
| 2020 | Yungblud       | - AJ Mitchell - Ashnikko - Benee - Brockhampton - Conan Gray - Doja Cat - Georgia - Jack Harlow - Lil Tecca - Tate McRae - Wallows                    |
| 2021 | Olivia Rodrigo | - 24kGoldn - Fousheé - Girl in Red - Griff - JC Stewart - Jxdn - Latto - Madison Beer - Remi Wolf - Saint Jhn - The Kid Laroi                         |
| 2022 | Seventeen      | - Nessa Barrett - Mae Muller - Gayle - Shenseea - Omar Apollo - Wet Leg - Muni Long - Doechii - Saucy Santana - Stephen Sanchez - Jvke                |
| 2023 | TXT            | - Flo Milli - Reneé Rapp - Sam Ryder - Armani White - Fletcher - Ice Spice - Flo - Lauren Spencer-Smith - Kaliii - GloRilla - Benson Boone            |
| 2024 | Le Sserafim    | - Ayra Starr - Chappell Roan - Coco Jones - Flyana Boss - Jessie Murph - Laufey - Mark Ambor - Shaboozey - Teddy Swims - The Warning - Victoria Monét |